# Heliconia lutea
Heliconia lutea är en enhjärtbladig växtart som beskrevs av Walter John Emil Kress. Heliconia lutea ingår i släktet Heliconia och familjen Heliconiaceae. Inga underarter finns listade.